# Karl Mannheim
Karl Mannheim (* 27. März 1893 in Budapest, Österreich-Ungarn; † 9. Januar 1947 in London) war ein Soziologe und Philosoph österreichisch-ungarischer Herkunft, jüdischer Religion, deutscher und britischer Staatsbürgerschaft.

## Leben
Károly Mannheim war ein Sohn des Textilhändlers Gusztáv Mannheim und der Hausfrau Rosa Eylenburg. Er besuchte das Ferenc-Kölcsey-Gymnasium und studierte Philosophie und Soziologie in Budapest, Freiburg, Berlin (wo er 1914 Georg Simmel hörte), Paris und Heidelberg. Zusammen mit Arnold Hauser und Ervin Szabó ist Mannheim der Begründer der Budapester Freien Schule für Geisteswissenschaften, an der auch Georg Lukács Vorlesungen hielt. Im Jahr 1918 wurde er zum Dr. phil. promoviert. Ein Jahr später  kehrte er seiner Heimat Ungarn den Rücken und emigrierte in der Folge nach Deutschland. Von 1922 bis 1925 habilitierte er sich bei dem Kultursoziologen Alfred Weber, dem Bruder Max Webers, wurde 1926 Privatdozent in Heidelberg und durch die Initiative von Adolf Grimme 1930 ordentlicher Professor für Soziologie an der Universität Frankfurt; dort stand ihm Norbert Elias als Assistent zur Seite.
1933 wurde Mannheim auf Grund seiner jüdischen Abstammung entlassen. Er emigrierte nach England, wobei ihn seine Sekretärin Greta Lorke unterstützte. Dort wurde er durch Vermittlung von Harold Laski und Morris Ginsberg Dozent für Soziologie an der London School of Economics and Political Science und später Professor of Education an der Universität London. Mannheim war mit der Psychoanalytikerin Julia Lang (1893–1955) verheiratet. Im Alter von 53 Jahren starb Mannheim in London an einem angeborenen schwachen Herzen. Er wurde im Golders Green Crematorium in London eingeäschert, wo sich auch seine Asche befindet.

## Wissenschaftliches Werk
Beeinflusst insbesondere von Georg Lukács, Oszkár Jászi, Wilhelm Dilthey, Georg Simmel, Max Scheler, Max Weber und Alfred Weber, gelangte Mannheim von einer philosophischen Analyse der Erkenntnistheorie zur Entwicklung der Wissenssoziologie. So hob er hervor, dass menschliches Denken und Erkennen nicht in rein theoretischem Rahmen ablaufen, sondern von gesellschaftlichen und geschichtlichen Lebenszusammenhängen geprägt werden (Lebensphilosophie). Im Jahr 1929 legte er das Hauptwerk Ideologie und Utopie vor, das drei Einzelbeiträge vereinigte: „Ideologie und Utopie“, „Ist Politik als Wissenschaft möglich?“, „Das utopische Bewußtsein“. Daraus entwickelte er ein Modell des „epistemischen Relationismus“, der konstatiert, dass Weltsichten sich je nach Position in der Gesellschaft ändern, und überwand damit das von ihm entschieden kritisierte substanzialistische Denken. „Ideologien“ bedeuten nichts anderes als die Verabsolutierung von partikulären Weltsichten, die von Parteien immer wieder benutzt und auch missbraucht werden („Ideologieverdacht“).
Mit der Konzeption des „totalen Ideologiebegriffs“ nahm Mannheim eine radikale wissenssoziologische Position ein, die relativistisch argumentierte und von Gegnern als nihilistisch bezeichnet wurde. Er selbst bezeichnet seinen Ansatz dagegen als „Dynamischen Relationismus“. Im Gegensatz zu Karl Marx postulierte Mannheim einen Ideologiebegriff, der jedes Denken, auch das eigene, als weltanschaulich bedingt, d. h. „ideologisch“, betrachtete, und zwar deshalb, weil es notwendigerweise perspektivisch ist. Er hat dies detailliert v. a. für das konservative, das liberale und das sozialistische Denken gezeigt.
Mannheim beschäftigte sich mit politischen Krisenerscheinungen in der Massendemokratie. Im Gegensatz zur einseitig geleiteten Gesinnung und zur laissez-faire-liberalistischen Demokratie, welche die Gefahr des Umschlagens in eine totalitäre Diktatur einschließe, empfahl Mannheim als dritten Weg die „geplante Demokratie“ mit einer „Planung für Freiheit“, wobei Planung „als rationale Beherrschung der irrationalen Kräfte“ verstanden wird. Die Gesellschaft der „geplanten Freiheit“ setzt die Umformung des Menschen voraus. Karl Mannheim, der den religiösen Sozialisten um Paul Tillich und der christlichen Gruppe Moot um T. S. Eliot nahestand, betont, dass dafür eine Zusammenarbeit von Soziologen und Theologen von Bedeutung ist.
Seine Bearbeitung von Alfred Webers Begriff der „freischwebenden Intelligenz“ gehört zu Mannheims einflussreicher Soziologie der Intelligenz. Ebenso gilt er als Pionier der Jugendsoziologie. In seinem Text „Das Problem der Generationen“ prägte er den Generationsbegriff neu, um damit Kohorten (Geburtsjahrgänge) zusammenzufassen, die ein einschneidendes Jugenderlebnis (z. B. den Ersten Weltkrieg) geteilt haben, und so vor identischen Aufgaben standen („Lebens-“ oder „Generationszusammenhänge“), diese aber je nach Klassenlage unterschiedlich lösten („konjunktiver Erfahrungsraum“).
Von besonderer Bedeutung für eine „praxeologische Wissenssoziologie“ (Bohnsack 2007, 2008) und die in diesem Kontext entwickelte dokumentarische Methode wurde die Mannheim’sche Differenzierung zwischen kommunikativem und konjunktivem Wissen. Letzteres versteht Mannheim als atheoretisches und implizites Erfahrungswissen, das (anders als das explizierbare und reflexiv verfügbare kommunikative Wissen im Sinne des Common Sense) die tägliche Alltagspraxis weitgehend unbemerkt anleitet (im Sinne des später von Bourdieu entwickelten Habitus). Die dokumentarische Methode widmet sich – als Fortentwicklung der Wissenssoziologie Mannheims – der Erforschung dieser Form eines impliziten Wissens.

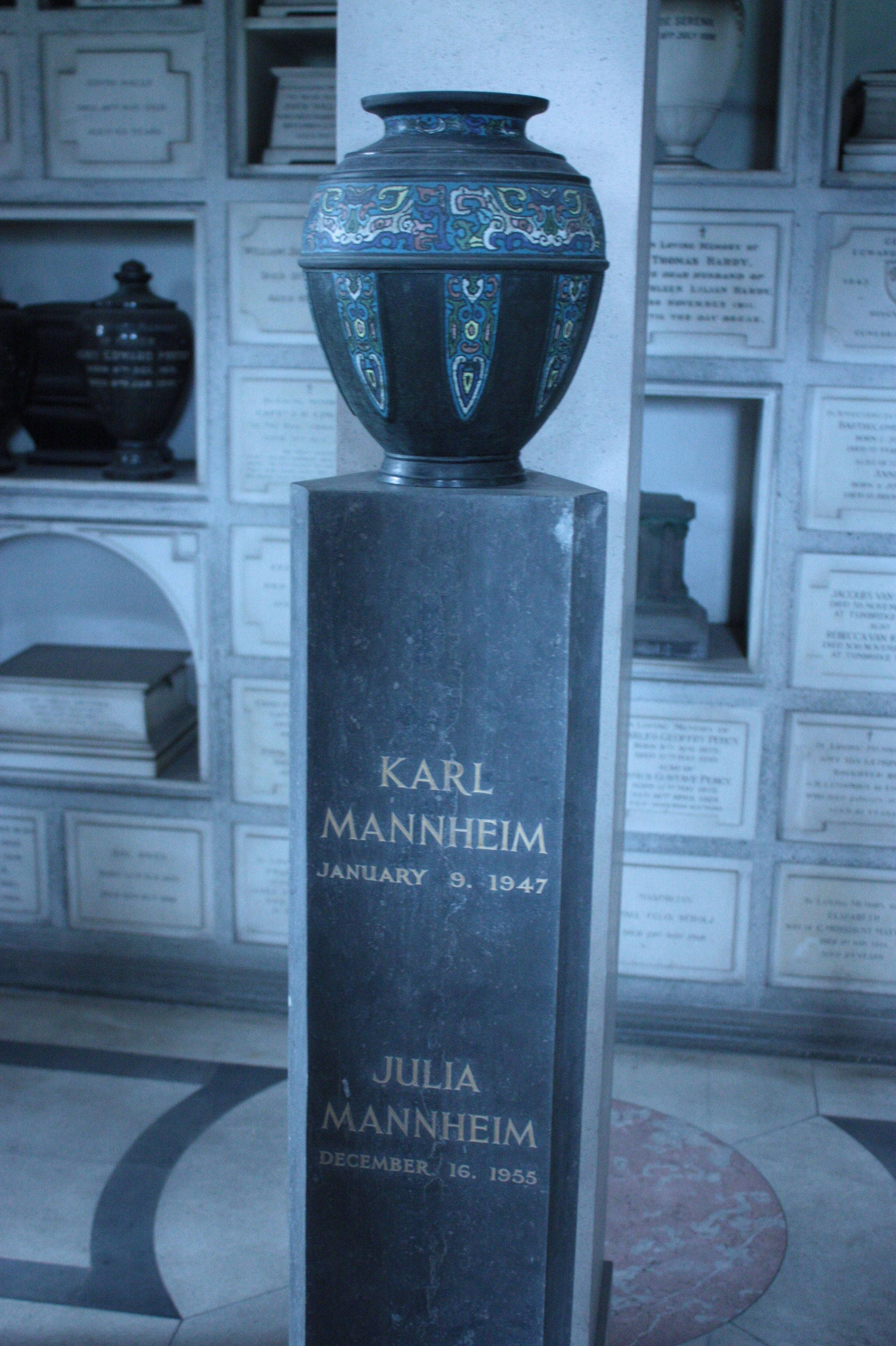
Karl Mannheims letzte Ruhestätte im Golders Green Crematorium in London

## Kritik
Die Bedeutung von Mannheims Ideologie und Utopie (1929) sowie der erweiterten englischen Übersetzung ist zu ersehen aus der breiten Debatte, die beide hervorgerufen haben. In Deutschland erschienen Rezensionen von Hannah Arendt, Max Horkheimer, Herbert Marcuse, Paul Tillich, Günther Stern (Anders), Karl A. Wittfogel und anderen. In den USA waren die Rezensenten u. a. Hans Speier, Robert King Merton, Kenneth Burke und Charles Wright Mills. Seine englischen Schriften wurden von John Dewey und anderen begrüßt; aber von Karl Popper heftig angegriffen.
Mannheims Vorschlag einer „geplanten Demokratie“ und „Planung für die Freiheit“ wurde von Friedrich August von Hayek in dessen Buch Der Weg zur Knechtschaft scharf angegriffen. Hayek argumentierte, dass selbst zunächst von Demokratien beschlossene planwirtschaftliche Maßnahmen unvermeidlich mit Individualrechten in Konflikt geraten und damit – wenn auch nicht unbedingt beabsichtigt – gerade den Weg zu totalitären Systemen ebnen würden. Diese würden dann die „Umformung des Menschen“ mittels Gewalt betreiben. Dementsprechend sei in Mannheims Werk bereits eine Tendenz zur Einschränkung des rechtsstaatlichen Prinzips zu Gunsten angeblich höherer Ideale erkennbar.
Nicholas Abercrombie entwickelte aus der Arbeit Mannheims eine Kritik, die er – gemeinsam mit Stephen Hill und Bryan S. Turner – 1980 unter dem Titel The Dominant Ideology Thesis veröffentlichte.

## Schriften (Auswahl)
- Die Strukturanalyse der Erkenntnistheorie. Berlin 1922.
- Ideologie und Utopie. Bonn 1929. (Karl Mannheim, Jürgen Kaube (Vorwort): Ideologie und Utopie. 9., um eine Einleitung erweiterte  Auflage. Nr. 75. Vittorio Klostermann, Frankfurt am Main 2015, ISBN 978-3-465-04234-1.)
- Die Gegenwartsaufgaben der Soziologie. Tübingen 1932.
- Mensch und Gesellschaft im Zeitalter des Umbaus. Leiden 1935. Teilweise verändert und stark erweitert als Man and Society in an Age of Reconstruction. London 1940 (deutsche Übersetzung Mensch und Gesellschaft im Zeitalter des Umbaus. Darmstadt 1958)
- Diagnosis of our Time. London 1943 (deutsch 1951).
- Freedom, Power and Democratic Planning. London 1951 (deutsch 1970).
- Wissenssoziologie. Auswahl aus dem Werk. Hrsg. von Kurt H. Wolff. Luchterhand, Neuwied / Berlin 1964.
- Strukturen des Denkens. Hrsg. von David Kettler, Volker Meja und Nico Stehr. Suhrkamp, Frankfurt am Main 1980.
- Konservatismus. Hrsg. von David Kettler, Volker Meja und Nico Stehr. Suhrkamp, Frankfurt am Main 1984.
- Soziologie der Intellektuellen. Schriften zur Kultursoziologie. Herausgegeben und mit einem Nachwort von Oliver Neun. Suhrkamp, Berlin 2022.

## Sekundärliteratur
- Theodor W. Adorno: Das Bewußtsein der Wissenssoziologie. In: Prismen. Kulturkritik und Gesellschaft. Suhrkamp, Frankfurt am Main 1955.
- Gregory Baum: Truth Beyond Relativism: Karl Mannheim's Sociology of Knowledge. (= The Marquette Lecture). Marquette University Press, 1977, ISBN 0-87462-509-2.
- Reinhard Blomert: Intellektuelle im Aufbruch. Karl Mannheim, Alfred Weber, Norbert Elias und die Heidelberger Sozialwissenschaften der Zwischenkriegszeit. Carl Hanser Verlag, München 1999.
- Ralf Bohnsack: Dokumentarische Methode und praxeologische Wissenssoziologie. In: R. Schützeichel (Hrsg.): Handbuch Wissenssoziologie und Wissensforschung. UVK Verlagsgesellschaft, Konstanz 2007, S. 180–190.
- Ralf Bohnsack: Rekonstruktive Sozialforschung. Einführung in qualitative Methoden. Barbara Budrich, Opladen / Farmington Hills 2008.
- Bálint Balla: Karl Mannheim, Reinhold Krämer, Hamburg 2007.
- Michael Corsten: Karl Mannheims Kultursoziologie. Campus, Frankfurt am Main, ISBN 3-593-39156-2.
- Dirk Hoeges: Kontroverse am Abgrund: Ernst Robert Curtius und Karl Mannheim. Intellektuelle und „freischwebende Intelligenz“ in der Weimarer Republik. Fischer, Frankfurt am Main 1994, ISBN 3-596-10967-1.
- Wilhelm Hofmann: Karl Mannheim zur Einführung. Junius, Hamburg 1996, ISBN 3-88506-938-5.
- Thomas Jung: Die Seinsgebundenheit des Denkens. Karl Mannheim und die Grundlegung einer Denksoziologie. Bielefeld 2007.
- Dirk Kaesler: Mannheim, Karl. In: Neue Deutsche Biographie (NDB). Band 16, Duncker & Humblot, Berlin 1990, ISBN 3-428-00197-4, S. 67–69 (Digitalisat).
- David Kettler: Marxismus und Kultur. Mannheim und Lukács in der ungarischen Revolutionen 1918/1919. [Aus dem amerikan. Englisch von Erich Weck; Tobias Rülcker]. Luchterhand, Neuwied / Berlin 1967. [= Soziologische Essays]
- David Kettler, Volker Meja: Karl Mannheim and the Crisis of Liberalism. Transaction Publishers, New Brunswick / London 1995.
- David Kettler, Volker Meja, Nico Stehr: Politisches Wissen. Studien zu Karl Mannheim. Suhrkamp, Frankfurt am Main 1989, ISBN 3-518-28249-2.
- Reinhard Laube: Karl Mannheim und die Krise des Historismus. Historismus als wissenssoziologischer Perspektivismus. Vandenhoeck & Ruprecht, Göttingen 2004, ISBN 3-525-35194-1.
- Volker Meja, Nico Stehr: Der Streit um die Wissenssoziologie. 2 Bände, Suhrkamp, Frankfurt am Main 1982, ISBN 3-518-07961-1.
- Stephan Moebius: Soziologie in der Zwischenkriegszeit in Deutschland. In: Karl Acham, Stephan Moebius (Hrsg.): Soziologie der Zwischenkriegszeit. Ihre Hauptströmungen und zentralen Themen im deutschen Sprachraum. Springer VS, Wiesbaden 2021, ISBN 978-3-658-31398-2, S. 31–176.
- Arnhelm Neusüß: Utopisches Bewusstsein und freischwebende Intelligenz. Zur Wissenssoziologie Karl Mannheims. Meisenheim am Glan 1968.